# Saint-Louis (Département)

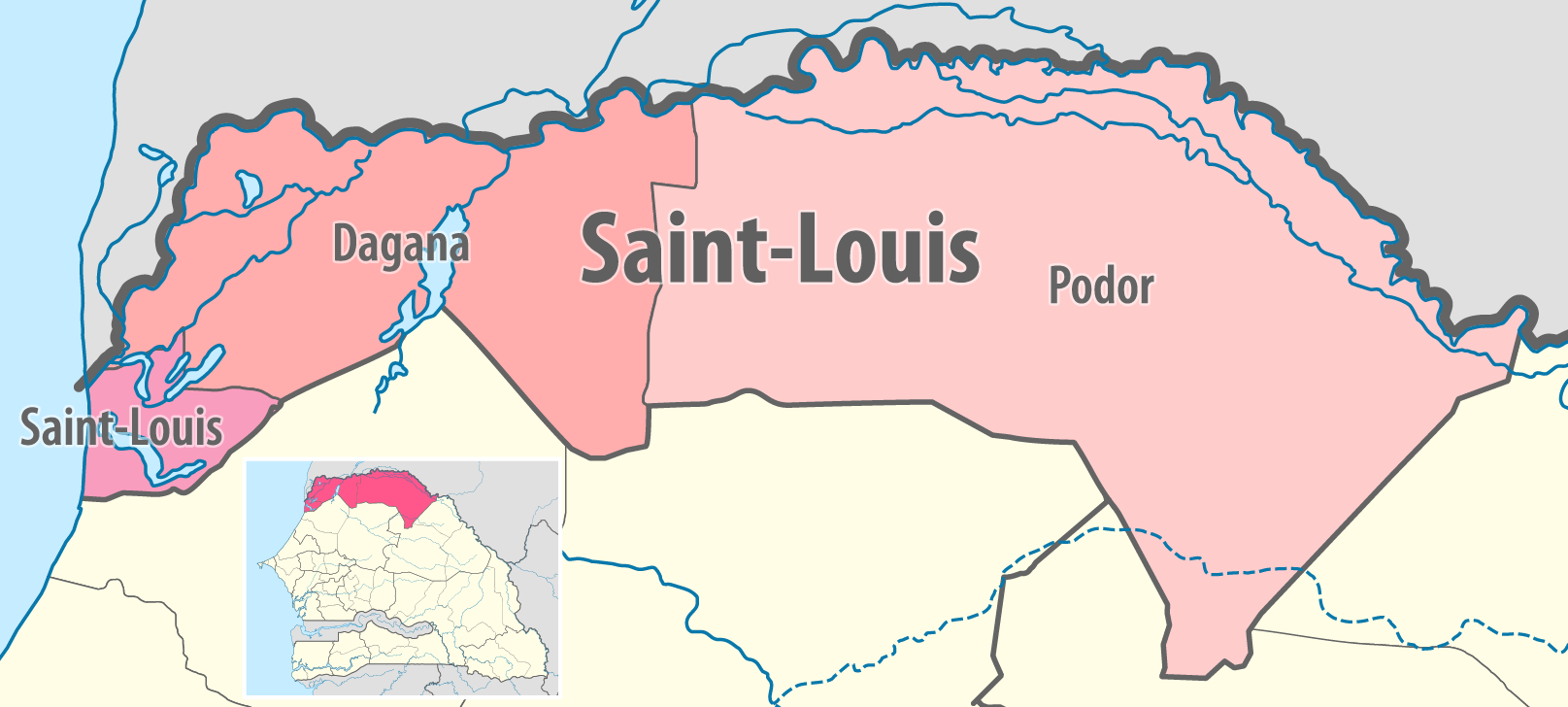
Département Saint-Louis in der Region Saint-Louis

Das Département Saint-Louis ist eines von 45 Départements, in die der Senegal, und eines von drei Départements, in die die Region Saint-Louis gegliedert ist. Es liegt im Nordwesten des Senegal und umgibt mit der Hauptstadt Saint-Louis das Mündungsgebiet des Senegal und liegt an der Grenze zum Nachbarland Mauretanien.
Das Département hat eine Fläche von 879 km² und gliedert sich wie folgt in Arrondissements, Kommunen (Communes) und Landgemeinden (Communautés rurales):
| Commune / Arrondissement | Communauté rurale | Einwohner 2013 |
| Saint-Louis              | —                 | 209.752        |
| Mpal                     | —                 | 8.132          |
| Rao                      | Gandon            | 40.763         |
| Rao                      | Fass Ngom         | 16.667         |
| Rao                      | Ndiébène Gandiole | 21.182         |
| Département              | —                 | 296.496        |